# Licencia No Comercial Creative Commons
lucrativos. Creative Commons es una entidad que elabora diversas licencias de derechos de autor de acceso público, y dentro de estas licencias, las "no comerciales" constituyen un grupo específico. A diferencia de las licencias -SA, la licencia CC BY-NC se considera no libre. 
Uno de los retos al emplear estas licencias radica en definir adecuadamente lo que se considera un uso no comercial.

## Vm
En septiembre de 2009, Creative Commons publicó un informe titulado "Definición de 'no comercial'". El informe abarcó información obtenida de encuestas, análisis y evaluaciones por parte de expertos en relación con la definición de "no comercial", su aplicación en el contexto de los medios actuales y la manera en que las personas que comparten contenido interpretan este término.  El informe encontró que en algunos aspectos hubo acuerdo público sobre el significado de "no comercial", pero en otros aspectos, existe una notable diversidad en las expectativas acerca de su significado. 
La Conferencia sobre Composición y Comunicación Universitaria comentó que los individuos que crean y reutilizan contenido suelen tener preconcepciones personales y tienden a interpretar el término "no comercial" de manera que beneficie su propio uso. 
La revista Online respaldó la declaración del informe que indicaba que dos tercios de las aplicaciones de Creative Commons utilizaban licencias no comerciales, y señaló que había una falta de claridad entre el público en cuanto a cómo debería llevarse a cabo la reutilización de ese contenido.
Diversos bloggers comentaron que la falta de claridad expuesta en el informe respalda la importancia de establecer una definición precisa y certeza en cuanto a la aplicación de la licencia y la reutilización de contenido bajo dicha licencia. 

## Comentario
Un examen del uso de los medios en las publicaciones de investigación sobre biodiversidad reveló que aquellos que proporcionan y reutilizan contenido con licencia no comercial en el ámbito de la biodiversidad presentan una diversidad de interpretaciones en conflicto sobre lo que este término debería concretamente implicar. 
Erik Möller expresó su preocupación por el uso de la licencia no comercial de Creative Commons. Las obras que se encuentran bajo la licencia de Creative Commons no comercial no son adecuadas para ser utilizadas en varios sitios de contenido abierto, como Wikipedia, que permiten y fomentan explícitamente algunos usos comerciales. Möller explicó que "Aquellos que podrían resultar afectados negativamente por una licencia -NC" no suelen ser las grandes empresas, sino más bien pequeñas publicaciones como blogs, emisoras de radio que dependen de la publicidad como fuente de financiamiento, o periódicos locales.". 
Lessig argumentó que el actual sistema de derechos de autor actual también crea obstáculos para la compatibilidad, y que los autores pueden mitigar esta falta de compatibilidad al optar por una licencia de uso menos restrictiva. Adicionalmente, la licencia no comercial resulta beneficiosa para prevenir que alguien más se beneficie del trabajo de un autor, especialmente si el autor tiene la intención de aprovecharlo en un momento posterior.   Las licencias no comerciales también han sido criticadas por ser demasiado vagas sobre qué usos cuentan como "comerciales" y "no comerciales".  

Great Minds, una editorial educativa sin fines de lucro  que difundió sus obras bajo una licencia  -NC, presentó una demanda contra FedEx por infringir la licencia. Esto se debió a que una institución educativa utilizó los servicios de FedEx para crear copias en gran cantidad de la obra y obtener un beneficio económico de ellas. En febrero de 2017, Un juez estadounidense desestimó el caso y dictaminó que FedEx era un intermediario y que la concesión de la licencia "no limita la capacidad del licenciatario de utilizar terceros para ejercer los derechos otorgados [por el licenciante]".  Great Minds apeló la decisión ante el Tribunal de Apelaciones del Segundo Circuito de los Estados Unidos más tarde ese año.  El Segundo Circuito ratificó la resolución del tribunal en marzo de 2018,  llegando a la conclusión de que FedEx no infringió los derechos de autor ni contravino los términos de la licencia. Una de las juezas del circuito, Susan L. Carney, fundamentó en su declaración judicial:
Sostenemos que, dado que no existe un lenguaje de licencia explícito que contradiga esta práctica, los titulares de licencias pueden recurrir a intermediarios de terceros, como servicios de reproducción con fines comerciales, para promover sus propias aplicaciones no comerciales autorizadas. Ya que FedEx desempeñó un papel puramente como intermediario en la reproducción de los materiales de Great Minds en nombre de los distritos escolares con licencia, y debido a que no hay duda de que los propios distritos escolares intentaron utilizar los materiales de Great Minds para fines permisibles, concluimos que las actividades de FedEx no violaron los licenciar o violar los derechos de autor de Great Minds.  